# Орденская лента лесбия
Орденская лента лесбия (лат. Catocala lesbia) — вид ночных бабочек из семейства Erebidae, представитель рода ленточниц (Catocala)

## Ареал
Вид распространён в Среднем Востоке и Северной Африке; в Турции встречаются только в низменностях на юго-востоке плато Анатолии, в Ираке обычен в оазисных на предгорьях пустынь, на юге в Синайском полуострове и Египте, в Израиле данный вид локальный и редкий (встречается только в Рифтовой Долине и Негеве, населяя оазисы с тополями).

## Биология
Биология вида не изучена. Гусеницы монофаги, питаются на евфратском тополе.